# Anomophlebia furtiva
Anomophlebia furtiva is een vlinder uit de familie van de spinneruilen (Erebidae). De wetenschappelijke naam van de soort en van het geslacht Anomophlebia werden in 1908 gepubliceerd door de Australische arts en amateur-entomoloog Alfred Jefferis Turner. Het type werd aangetroffen in Kuranda in het noorden van Queensland in Australië. Het epitheton furtiva betekent "steels" of "heimelijk", en volgens Turner "verborgen", "onopvallend". Anomophlebia is volgens Turner afgeleid van het Griekse anomophlebios, "met ongewone nervatuur".